# Comunicazione pubblica della scienza

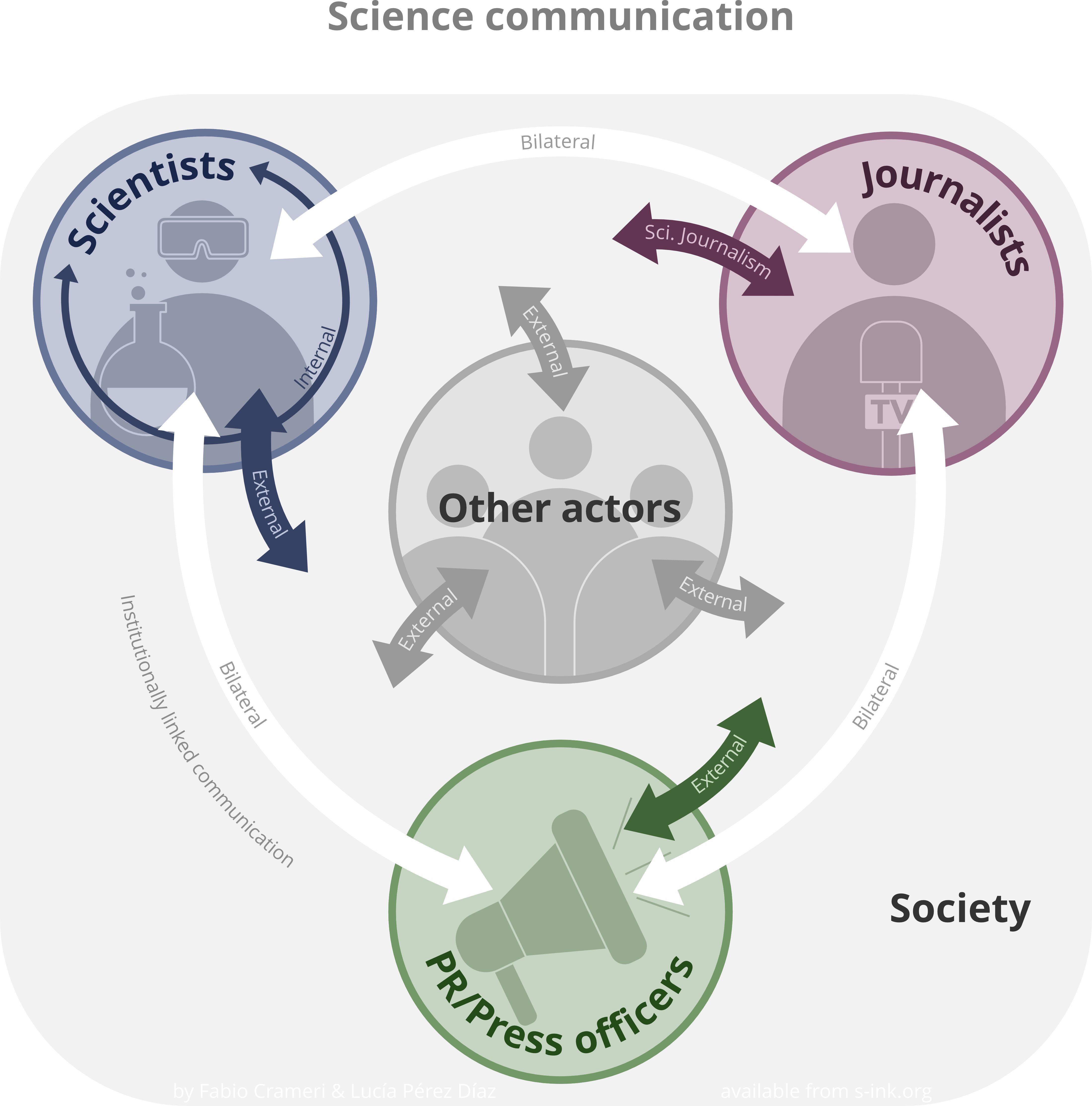
Schema del settore e degli attori della comunicazione scientifica secondo Carsten Könneker

La comunicazione della scienza comprende un'ampia gamma di attività che collegano scienza e società. Gli obiettivi comuni della comunicazione scientifica includono informare i non esperti sulle scoperte scientifiche, aumentare la consapevolezza e l'interesse del pubblico per la scienza, influenzare gli atteggiamenti e i comportamenti delle persone, informare le politiche pubbliche e impegnarsi con diverse comunità per affrontare i problemi della società. Il termine "comunicazione della scienza" si riferisce generalmente a contesti in cui il pubblico non è esperto sull'argomento scientifico in discussione, sebbene alcuni autori classifichino la comunicazione da esperto a esperto (come la pubblicazione su riviste scientifiche) come un tipo di comunicazione scientifica. Esempi di sensibilizzazione includono il giornalismo scientifico and health communication. Poiché la scienza ha implicazioni politiche, morali e legali, la comunicazione scientifica può aiutare a colmare i divari tra le diverse parti interessate nelle politiche pubbliche, nell'industria e nella società civile.
I comunicatori scientifici sono un ampio gruppo di persone: esperti scientifici, giornalisti scientifici, artisti della scienza, professionisti medici, educatori di centri naturalistici, consulenti scientifici di responsabili politici e chiunque altro comunichi con il pubblico argomenti scientifici. Spesso utilizzano tecniche di intrattenimento e persuasione tra cui umorismo, narrazione e metafore per interlacciarsi con i valori e gli interessi del loro pubblico.
La comunicazione della scienza esiste anche come campo interdisciplinare della ricerca nelle scienze sociali, su argomenti come la disinformazione, l'opinione pubblica riguardo alle tecnologie emergenti, e la politicizzazione e polarizzazione della scienza. Per decenni, la ricerca sulla comunicazione scientifica ha avuto un'influenza limitata sulla pratica della comunicazione scientifica, e viceversa, ma entrambe le comunità stanno tentando sempre più di collegare ricerca e pratica.
Storicamente, gli scienziati accademici sono stati scoraggiati dal dedicare tempo alla sensibilizzazione del pubblico, ma le cose hanno iniziato a cambiare. I finanziatori della ricerca hanno incoraggiato le aspettative che i ricercatori abbiano un impatto più ampio oltre la pubblicazione su riviste accademiche. Un numero crescente di scienziati, in particolare studiosi più giovani, sta esprimendo interesse a coinvolgere il pubblico attraverso i social media e gli eventi in persona, sebbene percepisca ancora significative barriere istituzionali a farlo.
La comunicazione scientifica è strettamente correlata ai campi dell'educazione scientifica informale, della citizen science e dell'impegno pubblico verso la scienza, e non c'è accordo generale su sé o come distinguerli. Come altri aspetti della società, la comunicazione della scienza è influenzata da disuguaglianze sistemiche che hanno un impatto sia sulla diffusione interna sia su quella esterna alla comunità scientifica.
Nel 1987, Geoffery Thomas e John Durant hanno teorizzato vari motivi per aumentare la comprensione pubblica della scienza o l'alfabetizzazione scientifica. Ingegneri e scienziati più qualificati potrebbero consentire a una nazione di essere economicamente più competitiva. La scienza può anche giovare agli individui oppure può semplicemente avere un fascino estetico (ad esempio la divulgazione scientifica o la fantascienza). Vivendo in una società sempre più tecnologica, le conoscenze scientifiche di base possono aiutare a negoziarne la fruizione. La scienza della felicità è un esempio di un campo la cui ricerca può avere implicazioni dirette ed evidenti per gli individui. I governi e le società potrebbero anche beneficiare di una maggiore alfabetizzazione scientifica, dal momento che un elettorato informato promuove una società più democratica . Inoltre, la scienza può informare il processo decisionale morale (ad esempio, rispondere a domande sul fatto che gli animali possano provare dolore, su come l'attività umana influenzi il clima o persino una scienza della moralità).
Nel 1990, Steven Hilgartner, uno studioso di studi scientifici e tecnologici, ha criticato alcune ricerche accademiche sulla comprensione pubblica della scienza. Hilgartner ha sostenuto che quella che ha definito "la visione dominante" della divulgazione scientifica tende a implicare uno stretto confine attorno a coloro che possono articolare una conoscenza vera e affidabile. Secondo Hilgartner, definendo un "pubblico carente" i destinatari della conoscenza, gli scienziati possono enfatizzare la propria identità di esperti. Intesa in questo modo, la comunicazione della scienza può connettere gli scienziati con il resto della società, ma può anche rafforzare il confine tra il pubblico e gli esperti (secondo il lavoro di Brian Wynne nel 1992 e Massimiano Bucchi nel 1998). Nel 2016, la rivista accademica Public Understanding of Science ha indetto un concorso di saggi sul "modello di deficit" o "concetto di deficit" della comunicazione della scienza e ha pubblicato una serie di articoli rispondendo alla domanda "Nella comunicazione della scienza, perché torna sempre l'idea di un deficit cognitivo nel pubblico?" In diversi modi; ad esempio, il saggio di Carina Cortassa ha sostenuto che la visione deficitaria della comunicazione della scienza è solo un caso particolare di un problema onnipresente studiato nell'epistemologia sociale della testimonianza, il problema dell'"asimmetria epistemica", che si pone ogni volta che alcune persone ne sanno di più su alcuni argomenti rispetto ad altre persone. La comunicazione della scienza è solo un tipo di tentativo di ridurre l'asimmetria epistemica tra esperti e meno esperti.
Il biologo Randy Olson ha affermato nel 2009 che i gruppi anti-scientifici possono spesso essere così motivati e così ben finanziati che l'imparzialità delle organizzazioni scientifiche in politica può portare a crisi di comprensione pubblica della scienza. Ha citato esempi di negazionismo (ad esempio, la negazione del cambiamento climatico) a sostegno di questa preoccupazione. Anche il giornalista Robert Krulwich ha sostenuto nel 2008 che le storie raccontate dagli scienziati competono con gli sforzi di persone come il creazionista turco Adnan Oktar . Krulwich ha spiegato che libri di testo creazionisti attraenti, facili da leggere ed economici sono stati venduti a migliaia alle scuole in Turchia (nonostante la loro forte tradizione secolare) grazie agli sforzi di Oktar. L'astrobiologo David Morrison ha parlato di ripetute interruzioni del suo lavoro a causa di popolari fenomeni antiscientifici, essendo stato chiamato a placare i timori del pubblico di un imminente cataclisma che coinvolge un oggetto planetario invisibile, prima nel 2008 e di nuovo nel 2012 e nel 2017.

## Metodi
Figure chiave della divulgazione scientifica come Carl Sagan e Neil deGrasse Tyson sono in parte responsabili della visione della scienza in generale o di una specifica disciplina scientifica all'interno del grande pubblico. Tuttavia, il grado di conoscenza e di esperienza di un divulgatore scientifico può variare notevolmente. Per questo motivo, la fortuna di una certa comunicazione scientifica può dipendere dal sensazionalismo. Come ha affermato un collaboratore di Forbes, "Il compito principale dei divulgatori di fisica è lo stesso di qualsiasi celebrità: diventare più famosi". Un'altra questione controversa riguardo alla divulgazione scientifica è come il dibattito pubblico possa influenzare l'opinione pubblica. Un esempio rilevante di ciò è il cambiamento climatico. Uno studio sulla comunicazione scientifica apparso sul New York Times dimostra che "anche una minoranza irrequieta detiene un potere sufficiente per distorcere la percezione di un lettore di una notizia [di notizie scientifiche]" e che anche "i disaccordi manifestati con assertività (ma non incivili) tra i commentatori hanno influenzato la percezione della scienza nei lettori”. Ciò fa sì che alcuni si preoccupino della divulgazione della scienza nel pubblico, chiedendosi se l'ulteriore divulgazione della scienza causerà pressioni verso la generalizzazione o il sensazionalismo.
Il biologo marino e regista Randy Olson ha pubblicato Don't Be Such a Scientist: Talking Substance in an Age of Style. Nel libro descrive come vi sia stata una negligenza improduttiva quando si è trattato di insegnare agli scienziati a comunicare. Don't Be Such a Scientist (Non essere un tale scienziato) è diretto ai suoi colleghi scienziati, e dice che hanno bisogno di "spensierarsi". Aggiunge che gli scienziati sono in ultima analisi i maggiori responsabili della promozione e della spiegazione della scienza al pubblico e ai media. Questo, dice Olson, dovrebbe essere fatto secondo una buona conoscenza delle scienze sociali; gli scienziati devono usare mezzi persuasivi ed efficaci come la narrazione di storie. Olson riconosce che le storie raccontate dagli scienziati non devono solo essere avvincenti ma anche accurate per la scienza moderna e afferma che è essenziale che questa ulteriore sfida venga affrontata. Indica figure come Carl Sagan come divulgatori efficaci, in parte perché tali figure coltivano attivamente un'immagine simpatica.

La presentazione di dati e altri fatti è meno efficace nel motivare le persone ad agire per mitigare il cambiamento climatico, rispetto agli incentivi finanziari e alla pressione sociale diretta a mostrare alle persone le azioni dirette al clima di altri attori.

Durante la cerimonia di laurea presso il Caltech, il giornalista Robert Krulwich ha tenuto un discorso dal titolo "Raccontami una storia". Krulwich afferma che agli scienziati vengono effettivamente offerte molte opportunità per spiegare qualcosa di interessante sulla scienza o sul loro lavoro e che devono cogliere tali opportunità. Sostiene che gli scienziati devono evitare di escludere il pubblico, come ha fatto Sir Isaac Newton nei suoi scritti, e invece abbracciare le metafore come ha fatto Galileo; Krulwich suggerisce che le metafore diventano più importanti solo quando la scienza diventa più difficile da capire. Aggiunge che raccontare storie di scienza nella pratica, storie di successo e lotte di scienziati, aiuta a trasmettere che gli scienziati sono persone reali. Infine, Krulwich sostiene l'importanza dei valori scientifici in generale e dell'aiutare il pubblico a capire che le opinioni scientifiche non sono semplici opinioni, ma conoscenza conquistata a fatica.
L'attore Alan Alda ha aiutato scienziati e dottorandi a sentirsi più a proprio agio con la comunicazione, con l'aiuto di insegnanti di recitazione (utilizzando le tecniche di recitazione di Viola Spolin).
Matthew Nisbet ha descritto l'uso degli opinion leader come intermediari tra gli scienziati e il pubblico come un modo per raggiungere l'auditorio tramite individui formati che sono più strettamente coinvolti con le loro comunità, come "insegnanti, imprenditori, avvocati, politici, leader di quartiere, studenti e professionisti dei media". Esempi di iniziative che hanno adottato questo approccio includono Science & Engineering Ambassadors, sponsorizzato dalla National Academy of Sciences, e Science Booster Clubs, coordinato dal National Center for Science Education .

### Pratiche basate sull'evidenza
Analogamente a come la medicina basata sull'evidenza ha preso piede nella comunicazione medica decenni fa, i ricercatori Eric Jensen e Alexander Gerber hanno sostenuto che la comunicazione scientifica trarrebbe vantaggio dalle prescrizioni basate sull'evidenza, poiché il settore affronta sfide simili. In particolare, hanno sostenuto che la mancanza di collaborazione tra ricercatori e professionisti della comunicazione è un problema: "Ironia della sorte, le difficoltà iniziano già nel comunicare le evidenze riguardanti la comunicazione scientifica".
L'efficacia complessiva del campo della comunicazione scientifica è limitata dalla mancanza di efficaci meccanismi di trasferimento che consentano ai professionisti di applicare la ricerca al loro lavoro e forse anche di indagare, insieme ai ricercatori, strategie di comunicazione, hanno sostenuto Jensen e Gerber. Una più stretta collaborazione potrebbe arricchire lo spettro della ricerca sulla comunicazione scientifica e aumentare la cassetta degli attrezzi metodologica esistente, compresi studi più longitudinali e sperimentali.
La comunicazione scientifica basata sull'evidenza combinerebbe le migliori prove disponibili provenienti da ricerche sistematiche, fondate su teorie consolidate, con le competenze ed esperienze acquisite dai professionisti, riducendo il doppio scollamento tra ricerca accademica e pratica. Nessuno delle due parti tiene adeguatamente conto delle priorità, dei bisogni e delle possibili soluzioni dell'altra, hanno sostenuto Jensen e Gerber; colmare il divario e promuovere una più stretta collaborazione potrebbe consentire l'apprendimento reciproco, migliorando i progressi complessivi della comunicazione scientifica come campo innovativo.

### Immaginare il pubblico della scienza
Nella prefazione di The Selfish Gene, Richard Dawkins ha scritto: "Tre lettori immaginari mi hanno osservato durante la scrittura, e ora dedico loro il libro. [...] primo il lettore generico, il profano [...] secondo l'esperto [e] terzo lo studente".

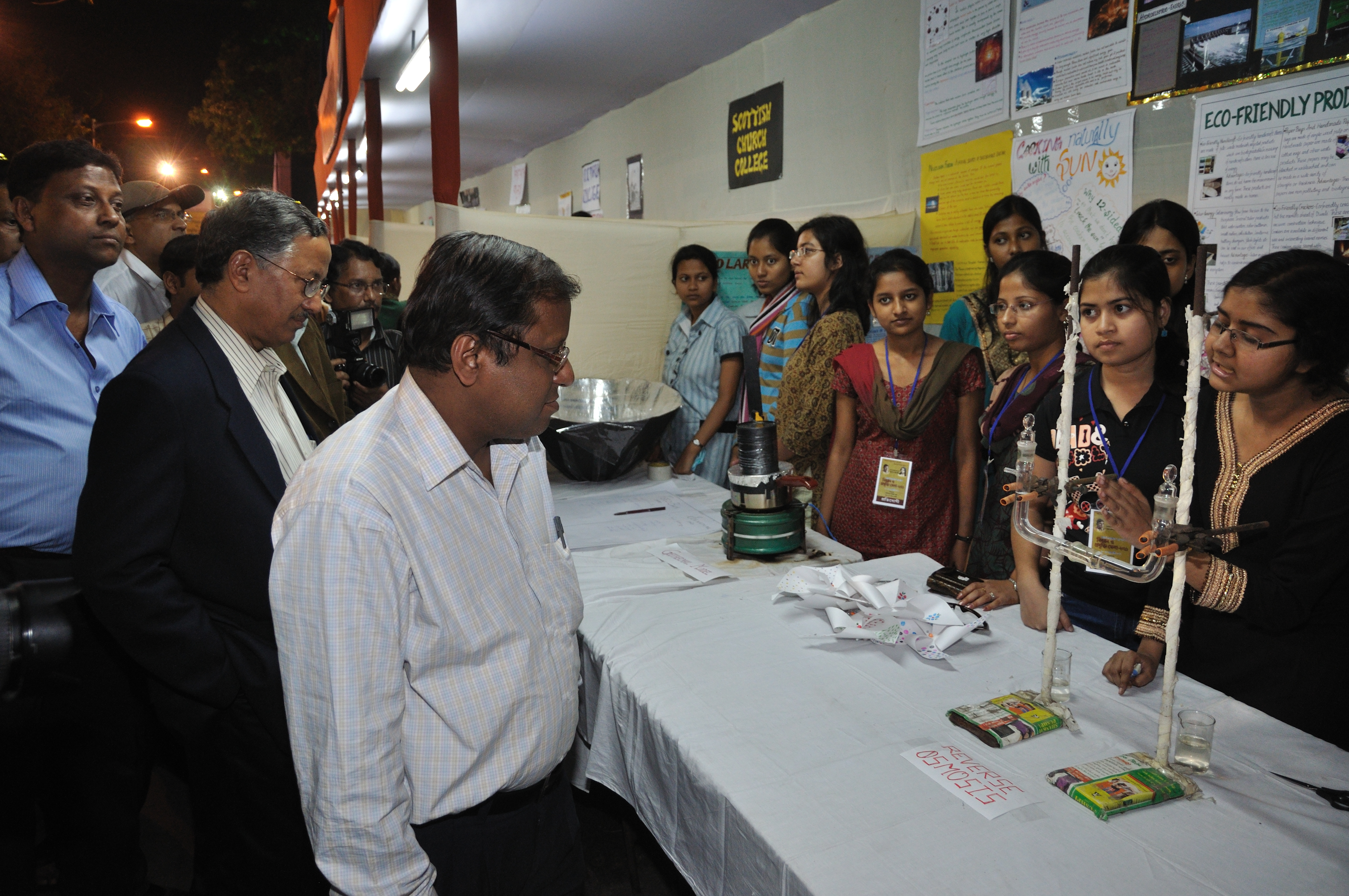
Gli studenti spiegano i progetti scientifici ai visitatori. Susanna Hornig promuove il messaggio che chiunque può impegnarsi in modo significativo con la scienza, anche senza necessariamente approfondirla al livello dei ricercatori stessi.

Molte critiche al movimento per la comprensione pubblica della scienza hanno sottolineato che il "pubblico" di cui parlavano era una sorta di una scatola nera (inutile). Gli approcci al pubblico sono cambiati con l'allontanamento dall'idea di comprensione pubblica della scienza. I ricercatori e i professionisti della comunicazione scientifica ora esprimono spesso il desiderio di ascoltare i non-scienziati, riconoscendo al contempo la natura fluida e complessa delle identità sociali (post-)moderne. Per lo meno, le persone useranno i plurali: pubblici o uditori. Come ha affermato l'editore della rivista accademica Public Understanding of Science in un numero speciale sui diversi tipi di pubblico: 
Siamo chiaramente andati avanti dai vecchi tempi della teoria del deficit e del pensiero del pubblico come monolitici fino a vedere i pubblici come attivi, informati, che svolgono ruoli multipli, che ricevono e modellano la scienza. (Einsiedel, 2007: 5) 
Tuttavia, Einsiedel prosegue suggerendo che entrambi i punti di vista del pubblico sono "monolitici" a modo loro; entrambi scelgono di dichiarare cos'è quel qualcosa chiamato pubblico. Alcuni promotori della comprensione pubblica della scienza potrebbero aver ridicolizzato i pubblici per la loro ignoranza, ma un "impegno pubblico alternativo per la scienza e la tecnologia" romanticizza i cittadini nei i loro istinti partecipativi, nella moralità intrinseca o nella semplice saggezza collettiva. Come ha concluso Susanna Hornig Priest nel suo saggio introduttivo del 2009 sul pubblico contemporaneo della scienza, il compito della comunicazione scientifica potrebbe essere quello di aiutare i non scienziati a sentirsi non esclusi anziché sempre inclusi; che possano partecipare se lo desiderano, piuttosto che sia necessario trascorrere la vita impegnandosi.
I processi di indagini quantitative sulla pubblica opinione della scienza sono ora in gran parte collegati alla comprensione pubblica del movimento scientifico (alcuni direbbero ingiustamente). Negli Stati Uniti, Jon Miller è il nome più associato a tale lavoro ed è ben noto per distinguere tra pubblici identificabili come "attenti" o "interessati" (vale a dire appassionati di scienza) e coloro a cui non interessa molto la scienza e la tecnologia. Il lavoro di Miller si è chiesto se il pubblico americano avesse i seguenti quattro attributi di alfabetizzazione scientifica:
- conoscenza della fattualità scientifica da manuale di base
- comprensione del metodo scientifico
- apprezzamento dei i risultati positivi della scienza e della tecnologia
- avversione alle credenze superstiziose come l'astrologia o la numerologia[65]

Per certi aspetti, il lavoro di John Durant che ha studiato il pubblico britannico ha utilizzato idee simili a quelle di Miller. Tuttavia, erano leggermente più preoccupati dell'atteggiamento nei confronti della scienza e della tecnologia, piuttosto che della quantità di conoscenza che le persone avevano. Hanno anche esaminato la fiducia del pubblico nelle loro conoscenze, considerando questioni come il genere di coloro che spuntano le caselle "non so". Possiamo vedere aspetti di questo approccio, così come un "impegno pubblico verso la scienza e la tecnologia" maggiormente influenzato, riflessi negli studi dell'Eurobarometro sull'opinione pubblica. Questi sono iniziati nel 1973 per monitorare l'opinione pubblica negli Stati membri, con l'obiettivo di aiutare la preparazione della politica (e la valutazione della politica). Trattano una moltitudine di argomenti, non solo la scienza e la tecnologia, ma anche la difesa, l'euro, l'allargamento dell'Unione europea e la cultura. Lo studio dell'Eurobarometro del 2008 sugli atteggiamenti degli europei nei confronti del cambiamento climatico ne è un buon esempio. Si concentra sul "livello soggettivo di informazione" degli intervistati; chiedendo "personalmente, pensi di essere ben informato o no su...?" piuttosto che controllare ciò che la gente sapeva.

### Teoria del frame
La comunicazione scientifica può essere analizzata attraverso l'analisi dei frame, un metodo di ricerca utilizzato per analizzare come le persone comprendono situazioni e attività.
Alcune caratteristiche di questa analisi sono elencate di seguito.
- Responsabilità pubblica: dare la colpa alle azioni pubbliche per valore, ad esempio interessi politici nel dibattito sul cambiamento climatico
- Tecnologia sfuggente: creare una certa visione dei progressi tecnologici, ad esempio foto di una centrale nucleare esplosa
- Incertezza scientifica: mettere in discussione l'affidabilità di una teoria scientifica, ad esempio contestando quanto possa essere dannoso il cambiamento climatico globale visto che gli esseri umani sono ancora vivi[68]

Le persone prendono un numero enorme di decisioni ogni giorno e affrontarle tutte in modo attento e metodico non è pratico. Pertanto usano spesso scorciatoie mentali note come l'euristica per arrivare rapidamente a deduzioni accettabili. Tversky e Kahneman hanno originariamente proposto tre tipi di euristica, elencati di seguito, sebbene ce ne siano molti altri che sono state discussi in ricerche successive.
- Rappresentatività : usato per fare ipotesi sulla probabilità basate sulla pertinenza, ad esempio quanto è probabile che l'elemento A sia un membro della categoria B (Giorgio è uno chef?), o che l'evento C sia il risultato del processo D (la sequenza di lanci della moneta T-C-T-C potrebbe essere avvenuto casualmente?).
- Disponibilità : utilizzato per stimare la frequenza o la probabilità di un evento in base alla facilità con cui si possono evocare esempi dello stesso. Ad esempio, se ti venisse chiesto di approssimare il numero di persone nella tua fascia d'età che sono attualmente al college, il tuo giudizio sarebbe influenzato da quanti dei tuoi conoscenti sono al college.
- Ancoraggio e regolazione : utilizzato quando si effettuano giudizi con incertezze. Si inizierà con un punto di ancoraggio, quindi lo si aggiusterà per raggiungere un presupposto. Ad esempio, se ti viene chiesto di stimare quante persone seguiranno il corso di biologia del Dott. Rossi questa primavera, potresti ricordare che 38 studenti hanno frequentato il corso in autunno e aggiustare la tua stima in base al fatto che il corso sia più popolare in primavera o in autunno.

Gli sforzi di comunicazione scientifica più efficaci tengono conto del ruolo che l'euristica gioca nel processo decisionale quotidiano. Molte iniziative di sensibilizzazione si concentrano esclusivamente sull'aumento della conoscenza del pubblico, ma gli studi hanno trovato poca o nessuna correlazione tra i livelli di conoscenza e gli atteggiamenti nei confronti delle questioni scientifiche.

### Comunicazione inclusiva e differenze culturali
La comunicazione scientifica inclusiva cerca di creare equità dando priorità alla comunicazione costruita con e per gruppi emarginati che non vengono raggiunti attraverso la tipica comunicazione scientifica dall'alto verso il basso.
La comunicazione della scienza è affetta dalle stesse disuguaglianze implicite insite nella produzione della ricerca scientifica. Tradizionalmente incentrata sulla scienza occidentale ha comunicato in lingua occidentale. La ricercatrice Māori Linda Tuhiwai Smith descrive in dettaglio come la ricerca scientifica sia "indissolubilmente legata all'imperialismo e al colonialismo europeo". L'attenzione del settore alla scienza occidentale si traduce nella pubblicità di "scoperte" di scienziati occidentali che sono note agli scienziati e alle comunità indigene da generazioni, continuando il ciclo di sfruttamento coloniale delle risorse fisiche e intellettuali.
Collin Bjork osserva che la comunicazione scientifica è legata all'oppressione perché i colonizzatori europei "hanno utilizzato sia la lingua inglese che la scienza occidentale come strumenti per soggiogare gli altri". Oggi l'inglese è ancora considerato la lingua internazionale della scienza e l'80% delle riviste scientifiche in Scopus sono pubblicate in inglese. Di conseguenza, la maggior parte del giornalismo scientifico comunica anche in inglese o deve utilizzare fonti in inglese, limitando il pubblico che la comunicazione scientifica può raggiungere.
Proprio come la scienza ha storicamente escluso le comunità di neri, indigeni e persone di colore, le comunità LGBTQ+ e le comunità di livello socioeconomico o di istruzione inferiore, anche la comunicazione scientifica non è riuscita a centrare questo pubblico. La comunicazione della scienza non può essere inclusiva o efficace se queste comunità non sono coinvolte sia nella creazione che nella diffusione dell'informazione scientifica. Una strategia per migliorare l'inclusività nella comunicazione scientifica consiste nel costruire coalizioni filantropiche con comunità emarginate.
L'articolo del 2018 intitolato "The Civic Science Imperative" nella Stanford Social Innovation Review (SSIR) ha delineato come la scienza civica potrebbe espandere l'inclusività nella scienza e nella comunicazione scientifica. La scienza civica promuove l'impegno del pubblico nei confronti delle questioni scientifiche in modo che i cittadini possano stimolare un cambiamento politico, sociale o democratico significativo. L'articolo sottolinea: sostenere una comunicazione e un coinvolgimento scientifici efficaci, costruire coalizioni diversificate, creare flessibilità per raggiungere obiettivi variabili, centrare valori condivisi e utilizzare cicli di ricerca e feedback per aumentare la fiducia. Tuttavia, gli autori dell'articolo SSIR del 2020 "How Science Philanthropy Can Build Equity" hanno avvertito che questi approcci non combatteranno le barriere sistemiche di razzismo, sessismo, abilismo, xenofobia o classismo senza i principi di diversità, equità e inclusione (DEI).
I principio DEI nella comunicazione della scienza può assumere molte forme, ma includerà sempre gruppi emarginati nella definizione degli obiettivi, nella progettazione e nell'attuazione della comunicazione della scienza; utilizzare esperti per determinare i valori unici, i bisogni e lo stile di comunicazione della comunità che si sta raggiungendo; utilizzerà test per determinare il modo migliore per raggiungere ogni segmento di una comunità; e includere modi per mitigare il danno o lo stress per i membri della comunità che si impegnano in questo lavoro.
Gli sforzi per rendere la comunicazione scientifica più inclusiva possono concentrarsi su una comunità globale, nazionale o locale. Il Metcalf Institute for Marine & Environmental Reporting presso l'Università del Rhode Island ha prodotto un'indagine su queste pratiche nel 2020. "How Science Philanthropy Can Build Equity" elenca anche diversi progetti e approcci di scienza civica di successo. Metodi complementari per includere voci diverse includono l'uso della poesia, arti partecipative, film, e giochi, che sono stati tutti utilizzati per coinvolgere vari tipi di pubblico monitorando, agendo e rispondendo al loro atteggiamento nei confronti della scienza e del discorso scientifico.

## La scienza nella cultura di massa e nei media

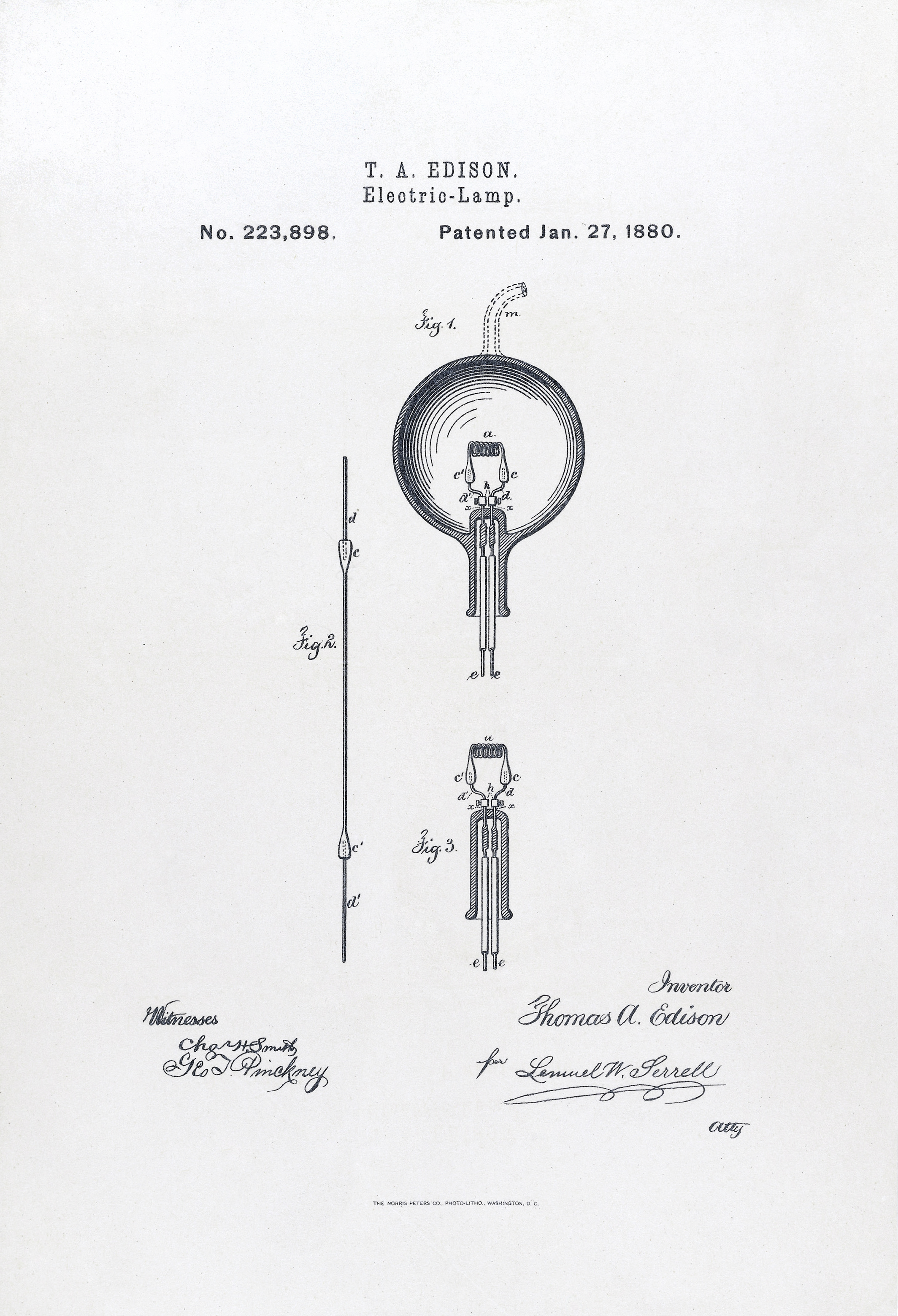
Questo diagramma, disegnato da Thomas Edison nel 1880, ha lo scopo di rappresentare il funzionamento di una lampadina.

### Nascita della scienza pubblica
Mentre lo studio scientifico iniziò ad emergere come un discorso popolare dopo il Rinascimento e l'Illuminismo, la scienza non fu ampiamente finanziata o comunicata al pubblico fino al diciannovesimo secolo. La maggior parte della scienza prima di questo era finanziata da individui con patrocinio privato ed era studiata in gruppi esclusivi, come la Royal Society. La scienza pubblica è emersa a causa di un graduale cambiamento sociale, derivante dall'ascesa della classe media nel diciannovesimo secolo. Quando le invenzioni scientifiche, come il nastro trasportatore e la locomotiva a vapore, entrarono e migliorarono lo stile di vita delle persone nel diciannovesimo secolo, le invenzioni scientifiche iniziarono ad essere ampiamente finanziate dalle università e da altre istituzioni pubbliche nel tentativo di spingere la ricerca scientifica. Poiché i risultati scientifici erano benefici per la società, la ricerca della conoscenza scientifica ha portato alla scienza come professione. Le istituzioni scientifiche, come la National Academy of Sciences o la British Association for the Advancement of Science, sono esempi di piattaforme leader per il dibattito pubblico sulla scienza. David Brewster, fondatore della British Association for the Advancement of Science, credeva nelle pubblicazioni regolamentate per comunicare efficacemente le loro scoperte, "in modo che gli studenti scientifici possano sapere da dove iniziare il loro lavoro". Poiché la comunicazione della scienza ha raggiunto un pubblico più ampio, grazie alla professionalizzazione della scienza e alla sua introduzione nella sfera pubblica, l'interesse per l'argomento è aumentato.

### I media scientifici nel XIX secolo
C'è stato un cambiamento nella produzione dei media nel diciannovesimo secolo. L'invenzione della macchina da stampa a vapore ha consentito di stampare più pagine l'ora, il che ha portato a testi più economici. I prezzi dei libri sono gradualmente diminuiti, il che ha dato alle classi lavoratrici la possibilità di acquistarli. Non più riservati all'élite, testi accessibili e informativi furono messi a disposizione di un pubblico di massa. La storica Aileen Fyfe ha osservato che, poiché il diciannovesimo secolo ha sperimentato una serie di riforme sociali che cercavano di migliorare la vita di coloro che appartenevano alle classi lavoratrici, la disponibilità della conoscenza pubblica era preziosa per la crescita intellettuale. Di conseguenza, ci furono sforzi di riforma per promuovere l'apprendimento dei meno istruiti. La Society for the Diffusion of Useful Knowledge, guidata da Henry Brougham, ha tentato di organizzare un sistema per l'alfabetizzazione diffusa per tutte le classi. Inoltre, i periodici settimanali, come il Penny Magazine, avevano lo scopo di educare il pubblico in generale sui risultati scientifici in modo completo.

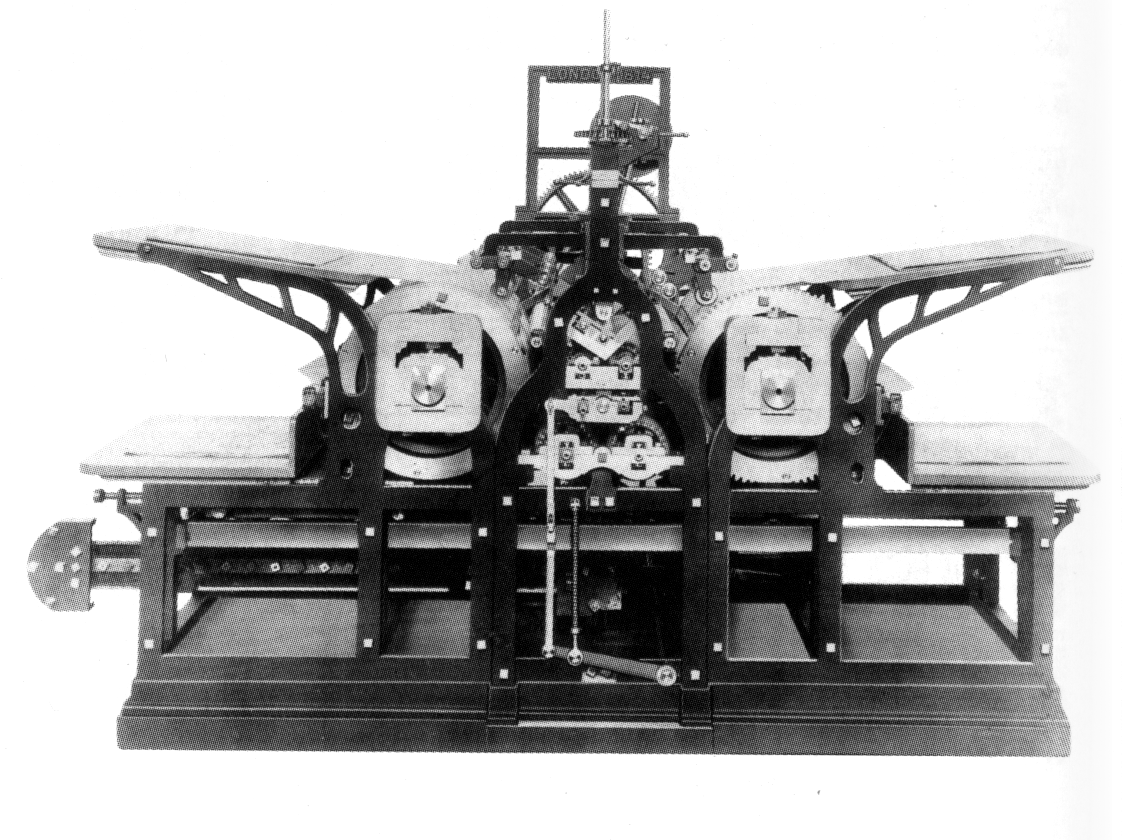
Macchina da stampa a vapore di Fredrich Koenig, 1814

Man mano che il pubblico dei testi scientifici si espandeva, cresceva anche l'interesse per la scienza pubblica. In alcune università, come Oxford e Cambridge, sono state installate "conferenze di apertura", che hanno incoraggiato i membri del pubblico a frequentare le lezioni. In America, le conferenze itineranti erano un evento comune nel diciannovesimo secolo e attiravano centinaia di spettatori. Queste conferenze pubbliche facevano parte del movimento del liceo e dimostravano esperimenti scientifici di base, che facevano avanzare la conoscenza scientifica sia negli spettatori istruiti che in quelli non istruiti.
Non solo la divulgazione della scienza pubblica ha illuminato il grande pubblico attraverso i mass media, ma ha anche migliorato la comunicazione all'interno della comunità scientifica. Sebbene gli scienziati abbiano comunicato le loro scoperte e conquiste attraverso la stampa per secoli, le pubblicazioni con una varietà di argomenti hanno perso popolarità. In alternativa, le pubblicazioni su riviste specifiche della disciplina erano cruciali per una carriera di successo nelle scienze nel diciannovesimo secolo. Di conseguenza, riviste scientifiche come Nature o National Geographic possedevano un vasto pubblico di lettori e ricevettero finanziamenti sostanziali entro la fine del diciannovesimo secolo mentre la divulgazione della scienza continuava.

### La comunicazione della scienza nei media contemporanei
La scienza può essere comunicata al pubblico in molti modi diversi. Secondo Karen Bultitude, docente di comunicazione scientifica presso l'University College di Londra, questi possono essere ampiamente classificati in tre gruppi: giornalismo tradizionale, eventi dal vivo o in presenza e interazione online.

#### Giornalismo tradizionale
Il giornalismo tradizionale (ad esempio giornali, riviste, televisione e radio) ha il vantaggio di raggiungere un vasto pubblico; in passato, questo era il modo in cui la maggior parte delle persone accedeva regolarmente alle informazioni sulla scienza. È anche più probabile che i media tradizionali producano informazioni di alta qualità (ben scritte o presentate), poiché prodotte da giornalisti professionisti. Il giornalismo tradizionale è spesso anche responsabile della definizione degli ordini del giorno e dell'impatto sulla politica del governo. Il tradizionale metodo giornalistico di comunicazione è però unidirezionale, non può esserci dialogo con il pubblico e le storie scientifiche possono spesso essere limitate nella reale portata con la conseguenza modo che vi sia un'attenzione limitata da parte del grande pubblico, che potrebbe non essere in grado di comprendere il quadro più ampio da una prospettiva scientifica. Tuttavia, sono ora disponibili nuove ricerche sul ruolo dei giornali e dei canali televisivi nella costituzione di "sfere pubbliche scientifiche" che consentono la partecipazione di un'ampia gamma di attori alle deliberazioni pubbliche.
Un altro svantaggio del giornalismo tradizionale è che, una volta che una storia scientifica viene ripresa dai media principali, lo scienziato o gli scienziati coinvolti non hanno più alcun controllo diretto su come viene comunicato il loro lavoro, il che può portare a malintesi o a disinformazione. La ricerca in questo settore dimostra come il rapporto tra giornalisti e scienziati sia stato teso in alcuni casi. Da un lato gli scienziati hanno riferito di essere frustrati da informazioni che i giornalisti che semplificano eccessivamente o dal fatto che drammatizzano il loro lavoro, mentre dall'altro i giornalisti trovano difficile lavorare con gli scienziati e li ritengono mal equipaggiati per comunicare il loro lavoro a un pubblico generale. Nonostante questi potenziale conflitti, uno studio tra operatori di diversi paesi ha dimostrato che molti scienziati sono soddisfatti delle loro interazioni con i media e si impegnano spesso.
Tuttavia, l'uso delle fonti dei media tradizionali, come i giornali e la televisione, è costantemente diminuito come fonti primarie per l'informazione scientifica, mentre Internet ha rapidamente acquisito importanza. Nel 2016, il 55% degli americani ha riferito di utilizzare Internet come fonte primaria per conoscere la scienza e la tecnologia, rispetto al 24% che riportava la TV e il 4% che riportava i giornali erano le loro fonti primarie. Inoltre, i media tradizionali hanno drasticamente ridotto o in alcuni casi azzerato il numero di giornalisti scientifici, e la quantità di contenuti pubblicati.

#### Eventi dal vivo o in presenza
La seconda categoria è rappresentata da eventi dal vivo o dal vivo, come conferenze pubbliche in musei o università, dibattiti, esibizioni di strada scientifiche, mostre di "sci-art", caffè della scienza e festival della scienza. La citizen science o la crowdsourcing science (ricerca scientifica condotta, in tutto o in parte, da scienziati dilettanti o non professionisti) può essere svolta con un approccio faccia a faccia, online o come combinazione dei due metodi per migliorare la comunicazione scientifica. La ricerca ha dimostrato che i membri del pubblico cercano informazioni scientifiche che siano divertenti, ma che aiutino anche i cittadini a partecipare in modo critico alla regolamentazione del rischio e alla governance della scienza e della tecnologia. Pertanto, è importante tenere presente questo aspetto quando si comunicano informazioni scientifiche al pubblico (ad esempio, attraverso eventi che uniscono comunicazione scientifica e commedia, come il Festival of the Spoken Nerd, o durante i dibattiti scientifici). I vantaggi di questo approccio sono, che è più personale e che consente agli scienziati di interagire con il pubblico, consentendo un dialogo bidirezionale. Gli scienziati sono anche in grado di controllare meglio i contenuti utilizzando questo metodo. Gli svantaggi di questo metodo includono la portata limitata, la dispendiosità in termini di risorse e costi e inoltre, potrebbe essere attratto solo il pubblico con un interesse esistente per la scienza.

#### Interazione online
La terza categoria è l'interazione online; ad esempio, siti Web, blog, wiki e podcast possono essere utilizzati per la comunicazione scientifica, così come altri social media. I metodi online di comunicazione della scienza hanno il potenziale per raggiungere un vasto pubblico e possono consentire l'interazione diretta tra scienziati e pubblico; il contenuto è sempre accessibile e può essere in qualche modo controllato dallo scienziato. Inoltre, la comunicazione online della scienza può aiutare a rafforzare la reputazione degli scienziati attraverso un aumento delle citazioni, una migliore circolazione degli articoli e la creazione di nuove collaborazioni. La comunicazione online consente anche sia la comunicazione unidirezionale che bidirezionale, a seconda delle preferenze del pubblico e dell'autore. Tuttavia, ci sono degli svantaggi in quanto è difficile controllare come il contenuto viene raccolto da altri e sono necessari un'attenzione e un aggiornamento continui.
Quando si valuta se impegnarsi o meno nella comunicazione scientifica online, gli scienziati dovrebbero rivedere quali ricerche sulla comunicazione scientifica hanno dimostrato avere potenziali risultati positivi e negativi. La comunicazione online ha dato vita a movimenti come la scienza aperta, che sostiene di rendere la scienza più accessibile. Tuttavia, quando si impegnano nella comunicazione sulla scienza online, gli scienziati dovrebbero considerare di non pubblicizzare o riportare i risultati della loro ricerca fino a quando non sono stati sottoposti a revisione paritaria e pubblicati, poiché le riviste potrebbero non accettare il lavoro dopo che è stato diffuso; ciò secondo la "regola di Ingelfinger".
Altre considerazioni ruotano attorno a come gli scienziati saranno percepiti da altri scienziati per il fatto di essere impegnati nella comunicazione. Ad esempio, alcuni studiosi hanno criticato studiosi impegnati e popolari che utilizzano concetti come l'effetto Sagan o l'indice Kardashian. Nonostante queste critiche, molti scienziati stanno iniziando a comunicare il proprio lavoro su piattaforme online, segno di un potenziale cambiamento delle norme nel settore.
Arte
Secondo Lesen et all (2016), l'arte è stata uno strumento sempre più utilizzato per attirare il pubblico verso la scienza. Sia formalmente che in un contesto informale, un'integrazione tra artisti e scienziati potrebbe potenzialmente sensibilizzare il grande pubblico sui temi attuali della Scienza Tecnologia Ingegneria e Matematica (STEM).
Le arti hanno il potere di creare legami emotivi tra il pubblico e un tema di ricerca e, creano un'atmosfera collaborativa che può "attivare la scienza" in modo diverso. L'apprendimento attraverso il dominio affettivo, in contrasto con il dominio cognitivo, aumenta la motivazione e usare le arti per comunicare la conoscenza scientifica in questo modo potrebbe incrementare notevolmente il coinvolgimento.

### Comunicazione della scienza sui social media
Utilizzando Twitter, scienziati e comunicatori scientifici possono discutere argomenti scientifici con molti tipi di pubblico con vari punti di vista. Gli studi pubblicati nel 2012 da Gunther Eysenbach fanno luce su come Twitter non solo comunichi la scienza al pubblico, ma influenzi anche i progressi nella comunità scientifica.
Alison Bert, redattore capo di Elsevier Connect, ha scritto un articolo del 2014 intitolato "Come utilizzare i social media per la scienza" che riportava i risultati di un panel sui social media alla riunione dell'AAAS di quell'anno, in cui i relatori Maggie Koerth-Baker, Kim Cobb, e Danielle N. Lee hanno notato alcuni potenziali vantaggi e svantaggi per gli scienziati nel condividere le loro ricerche su Twitter. Koerth-Baker, ad esempio, ha commentato l'importanza di tenere separati i propri profili pubblici e privati sui social media per mantenere un'immagine di professionalità.
Intervistata nel 2014, Karen Peterson, direttore dello sviluppo della carriera scientifica presso il Fred Hutchinson Cancer Research Center, ha sottolineato l'importanza per gli scienziati di utilizzare social network come Facebook e Twitter per stabilire una presenza online.
Kimberly Collins et al., scrivendo su PLOS One nel 2016, hanno spiegato i motivi per cui alcuni scienziati erano riluttanti a unirsi a Twitter, a causa della mancanza di conoscenza della piattaforma e dell'inesperienza su come creare post significativi. Alcuni scienziati non hanno visto motivi nell'usare Twitter come piattaforma per condividere le loro ricerche o hanno dichiarato di avere il tempo di aggiungere le informazioni negli account stessi.
Nel 2016 Elena Milani ha creato SciHashtag Project, una raccolta condensata di hashtag di Twitter sulla comunicazione scientifica.
Nel 2017, uno studio condotto dal Pew Research Center ha rilevato che circa "un quarto degli utenti dei social media (26%) segue gli account scientifici" sui social media. Questo gruppo di utenti "attribuisce maggiore importanza e relativamente più fiducia alle notizie scientifiche che arrivano attraverso i social media".
Gli scienziati hanno utilizzato anche altre piattaforme di social media, tra cui Instagram e Reddit, per stabilire una connessione con il pubblico e discutere di scienza.

## La comprensione pubblica del movimento scientifico

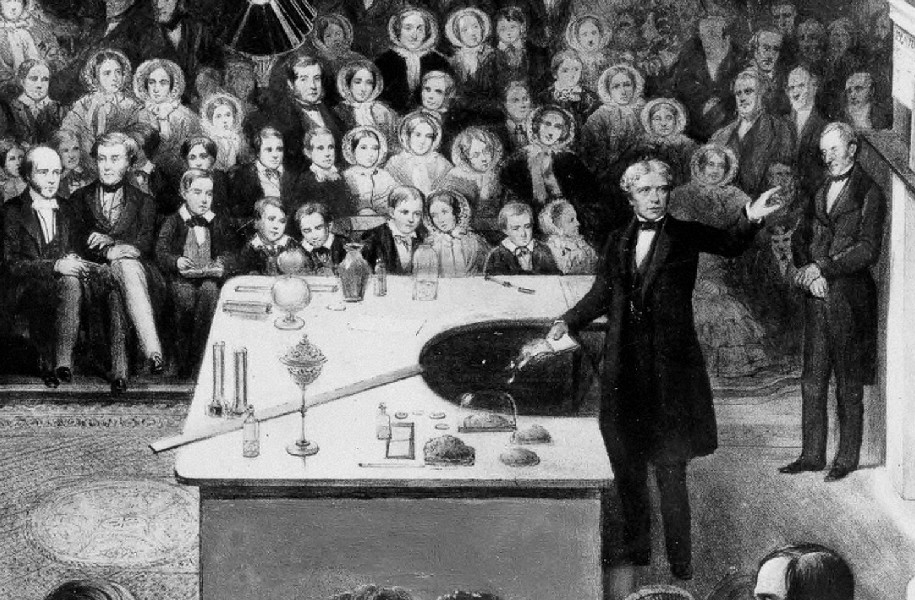
Michael Faraday tiene una conferenza di Natale alla Royal Institution (circa 1855)

"Comprensione pubblica della scienza", "consapevolezza pubblica della scienza" e "impegno pubblico con la scienza e la tecnologia" sono tutti termini coniati in un movimento che coinvolge governi e società alla fine del XX secolo. Durante la fine del XIX secolo, la scienza divenne una materia professionale e influenzata dai suggerimenti del governo. Prima di questo, il livello della comprensione pubblica della scienza era molto basso. Tuttavia, alcuni personaggi noti come Michael Faraday tenevano conferenze rivolte al pubblico dei non esperti, sono famose le sue Lezioni di Natale che iniziarono nel 1825.
Il 20º secolo ha visto gruppi fondati sullo scopo di posizionare la scienza in un contesto culturale più ampio e consentire agli scienziati di comunicare le loro conoscenze in un modo che potesse raggiungere ed essere compreso dal grande pubblico. Nel Regno Unito, The Bodmer Report (o The Public Understanding of Science come è più formalmente noto) pubblicato nel 1985 dalla Royal Society ha cambiato il modo in cui gli scienziati comunicano il loro lavoro al pubblico. Il rapporto è stato progettato per "esaminare la natura e l'estensione della comprensione pubblica della scienza nel Regno Unito e la sua adeguatezza per una democrazia avanzata". Uno dei principali presupposti tratti dal rapporto era che tutti dovrebbero avere una certa conoscenza della scienza e questa dovrebbe essere introdotta fin dalla giovane età da insegnanti adeguatamente qualificati nell'area disciplinare. Il rapporto ha anche richiesto un'ulteriore copertura mediatica della scienza, anche tramite giornali e televisione, che alla fine ha portato alla creazione di piattaforme come il Vega Science Trust.
Sia nel Regno Unito che negli Stati Uniti dopo la seconda guerra mondiale, l'opinione pubblica sugli scienziati oscillava da grandi lodi a risentimento. Pertanto, il rapporto Bodmer ha evidenziato le preoccupazioni della comunità scientifica secondo cui il loro ritiro dalla società stava causando la debolezza dei finanziamenti per la ricerca scientifica. Bodmer ha promosso la comunicazione della scienza a un pubblico più vasto, esprimendo agli scienziati britannici che era loro responsabilità pubblicizzare la loro ricerca. Un risultato della pubblicazione del rapporto è stata la creazione del Committee on the Public Understanding of Science (COPUS), una collaborazione tra la British Association for the Advancement of Science, la Royal Society e la Royal Institution. L'impegno tra queste singole istituzioni ha fatto sì che la necessità di una comprensione pubblica del movimento scientifico fosse presa sul serio. Il COPUS ha anche concesso sovvenzioni per attività di sensibilizzazione specifiche che hanno consentito di far emergere il livello di comprensione del pubblico. Alla fine ha portato a un cambiamento culturale nel modo in cui gli scienziati hanno pubblicizzato il loro lavoro alla più ampia comunità di non esperti. Sebbene COPUS non esista più nel Regno Unito, il nome è stato adottato negli Stati Uniti dalla Coalition on the Public Understanding of Science. Un'organizzazione che è finanziata dalla National Academy of Sciences e dalla National Science Foundation degli Stati Uniti e si concentra su progetti scientifici popolari come caffè scientifici, festival, riviste e programmi di citizen science.
Nell'Unione europea, le opinioni pubbliche sulla ricerca finanziata con fondi pubblici e il ruolo delle istituzioni governative nel finanziamento delle attività scientifiche sono state messe in discussione a causa dell'aumento del budget stanziato. Pertanto, la Commissione europea ha fortemente incoraggiato e successivamente obbligato le organizzazioni di ricerca a comunicare ampiamente e al grande pubblico le proprie attività e risultati di ricerca. Ciò viene fatto integrando un piano di comunicazione nel loro progetto di ricerca che aumenta la visibilità pubblica del progetto utilizzando un linguaggio accessibile e canali e materiali adattati.